# Radio Roskilde
Radio  Roskilde var en lokalradio i Roskilde by, der sendte fra Dagbladet Roskildes lokaler i Algade. Første udsendelse blev afviklet tirsdag den 6. september 1983, klokken 11:00. 
Det var Roskilde Dagblad som var en af de første danske dagblade, der fik tildelt en prøvefrekvens i forbindelse med Folketingets vedtagne medieforlig om lokalradio forsøg i Danmark.
Radioen påbegyndte med en daglig nyhedstime kl. 11:00, hvor Dagbladet Roskildes journalister leverede lokalnyheder, med iblandet populærmusik for tiden. Den første faste stab af journalister var bl.a. redaktør Ole C. Christensen, journalist Kate May Lind og daglig leder, journalist Carsten Sivertsen.
Allerede efter få måneder forlængede radiostationen sin sendetid, og hoveddelen af programfladen blev udfyldt af flere frivillige musik afviklere som producerede musikbar programmer. 
I 1984 havde Radio Roskilde etableret sig som Sjællands mest aflyttede lokalradio, og der blev afviklet radioprogrammer på alle ugens hverdage, et Midnatsdiskotek fredag aften, og programmer på søndage. Samtidig overgik radiostationen til et stereosignal og nye indrettede studier i Algade, Hersegade i Roskilde midtby i Roskilde Dagblads lokaler.
I de næste år blev radioen afviklet som en moderne ikke kommerciel radio, drevet af en lytterforening som lovgivningen forlangte. Ved overgang til kommerciel radio og nye permanente frekvenser, fra den 1. januar 1987, blev radiostationen igen drevet af Roskilde Dagblad, der også bidrog med annoncer og radiospots. Reklamerne bestod både af lokale og nationale radioreklamer som delvist finansierede driften af Radio Roskilde. 
Fra 1. august 1988 indførtes timenyheder og morgenradio fra kl. 8:00 på hverdage.
Igennem de næstfølgende år var mange forskellige journalister fast tilknyttet radioens nyhedsredaktion. Nogle var unge journalistkandidater, som fik sin medieuddannelse ved nyhedsredaktionen på radioen. Nuværende rock- og musikanmelder, journalist
Erik Jensen, journalist Dorthe Boss Kyhn, Simon Ankjær Andersen, nuværende Danmarks Radio/TV m.fl. 
Flere kendte DJs og programværter begyndte sin medietid som værter på Radio Roskilde, bl.a. Florian Fastina, nuværende DR P4, Thomas Hinz (Ezi Cut, pladeproducent) og Anders Breinholt, nuværende programvært for TV2, Natholdet.
I begyndelsen af 1990'erne var Radio Roskilde etableret i mediebranchen, og havde i et årti haft faste, time nyhedsprogrammer og fastlagte programpunkter, hitlister og mediebegivenheder. 
Allerede i 1990 indførtes rating af musik og musikprofiler. Der eksisterede også et samarbejde med flere produktionsvirksomheder og radiostationer. 
I 1997 besluttede ledelsen af Dagbladet, at Radio Roskildes grundlag for, at fortsætte ikke længere var holdbart. Lyttermålinger viste et for stort frafald i en opgørelse i maj måned, og en vurdering af udgifterne til lønninger og produktion kunne ikke længere opretholde driften af radiostationen. Radio Roskilde blev derfor lukket den 31. december 1997, og sidste program indeholdte et farvel fra daværende redaktør Carsten Sivertsen, hvor de første sekunder af første udsendelse fra 1983 blev afspillet. 
Radio Roskilde havde i sine 14 sendeår beskæftiget næsten 100 programmedarbejder, producenter og journalister.